# Ligamento tafetán

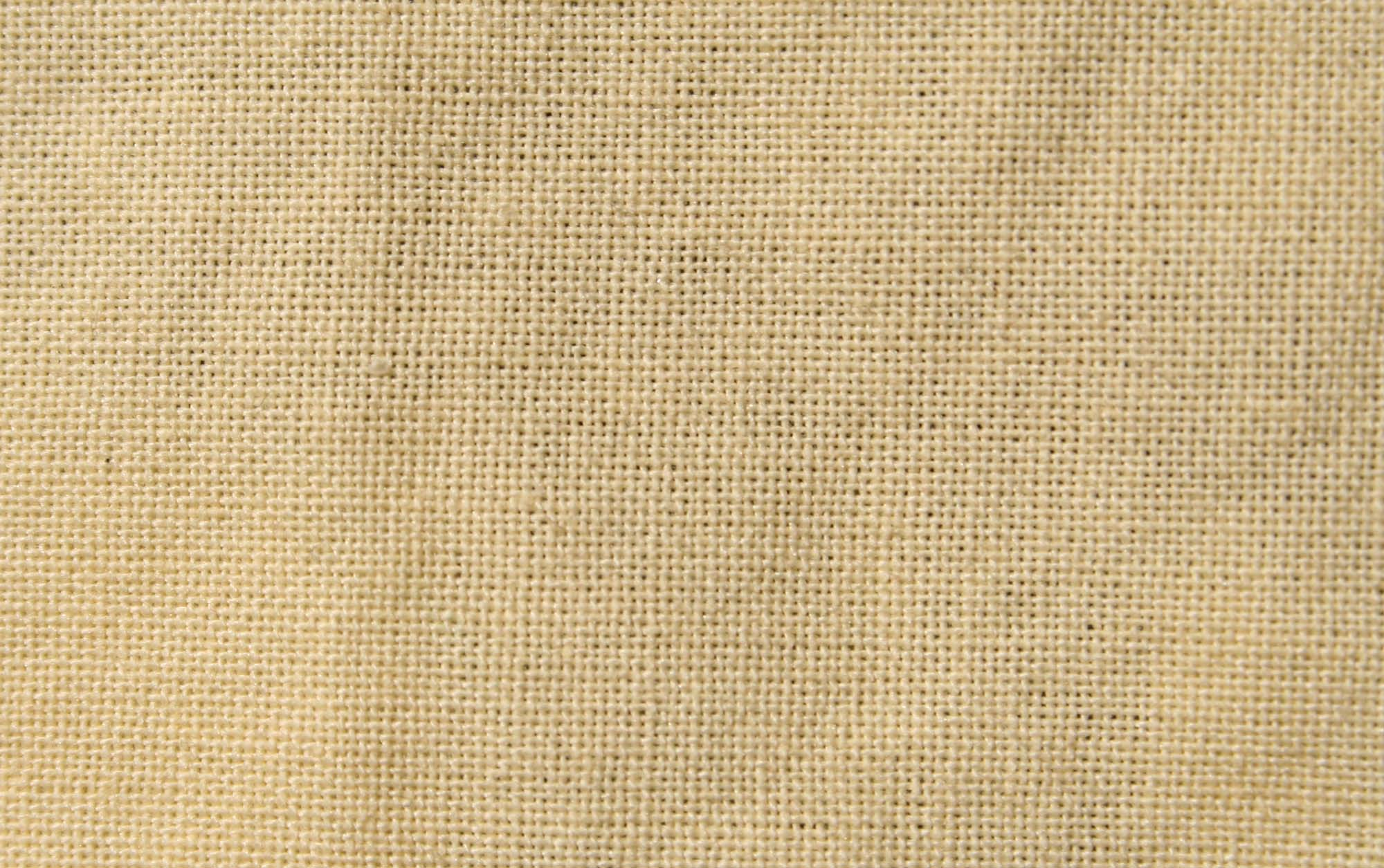
Una tela tejida con estructura de ligamento tafetán.

Ejemplo de como se cruzan los hilos en el ligamento tafetán.

El ligamento tafetán es el más básico de los tres tipos de ligamentos para la elaboración de un tejido de calado (los otros dos son: sarga y raso). A veces, por influencia del inglés puede aparecer como «taffeta» —que se refiere más bien al tejido tafetán—, «tejido simple» —traducción literal de plain weave—, y los menos frecuentes «tabby wave» o «linen weave» que hacen referencia a la popelina y a los tejidos de lino que se trabajan con este ligamento.
El ligamento tafetán se caracteriza por ser fuerte y resistente; se utiliza tanto en confección de vestimentas como en tapicería.

## Características
En el ámbito de los tejidos, se entiende por «ligamento» el orden en que se entrecruzan los hilos de la urdimbre con las pasadas de la trama.
En el ligamento tafetán la urdimbre y la trama del tejido son prácticamente del mismo grosor alineados de modo que forman un patrón simple de punto de cruz. Cada pasada de la trama cruza los hilos de la urdimbre yendo por encima del primero y por debajo del segundo, y así sucesivamente; la siguiente pasada de la trama cruza los hilos de la urdimbre, alternativamente, empezando por debajo y luego por encima.

## Variaciones del ligamento tafetán
Por una parte, está el ligamento tafetán básico o plano, cuyos tejidos, además de tener urdimbre y trama del mismo grosor, tienen el mismo número de cabos por unidad de longitud, al «hilo» y al «contrahilo». El ligamento tafetán básico se puede identificar fácilmente por su apariencia de damero. Los tejidos con ligamento tafetán son tupidos, se pueden estampar, plisar o fruncir.
Por otra parte, están las múltiples variaciones de la estructura del ligamento tafetán. Algunas de ellas son:
- Ligamento tafetán acanalado, una variación del anterior donde dos o más hilos se tejen como uno solo, en urdimbre o en trama; o se utilizan hilos más gruesos; como ejemplo, la popelina.
- Ligamento tafetán cruzado o ligamento esterilla, (en inglés, basketweave), otra variación donde dos o más hilos se tejen como uno solo en urdimbre y trama simultáneamente; como ejemplo, el panamá.
- Seersucker, con los hilos de la urdimbre tensados de forma irregular —unos más tensos y otros más flojos—, la trama crea un efecto crespón o abullonado característico.

Algunos ejemplos más de tejidos con ligamento tafetán son: el panamá, el cañamazo, el chifón, el calicó, la lona, la organza, la muselina, el tafetán, el tejido oxford...

## Origen del nombre «tabby»
De acuerdo con el geógrafo del siglo XII Al-Idrisi, en la ciudad de Almería en Andalucía, España se habrían fabricado unas imitaciones de las sedas persas e iraquíes llamadas ‘attābī, que David Jacoby identifica como 

los tejidos de tafetán hechos de seda y de algodón (fibras naturales) originalmente producidas en "Attabiya", un distrito de Bagdad.